# Gare de Cramoisy
Gare de Cramoisy vasútállomás Franciaországban, Cramoisy településen.

## Vasútvonalak
Az állomást az alábbi vasútvonalak érintik:
- Creil-Beauvais-vasútvonal

## Kapcsolódó állomások
A vasútállomáshoz az alábbi állomások vannak a legközelebb:
- Gare de Montataire
- Gare de Cires-lès-Mello